# Sibine extensa
Sibine extensa är en fjärilsart som beskrevs av William Schaus 1896. Sibine extensa ingår i släktet Sibine och familjen snigelspinnare. Inga underarter finns listade i Catalogue of Life.